# Dujon Sterling
Dujon Henriques Sterling (Islington, 24 ottobre 1999) è un calciatore inglese, difensore dei Rangers.

## Carriera

### Club
Cresciuto nel settore giovanile del Chelsea, debutta in prima squadra il 20 settembre 2017, in occasione dell'incontro di English Football League Cup vinto per 5-1 contro il Nottingham Forest. Poco impiegato (solo due presenze nelle coppe nazionali), il 27 giugno 2018 viene ceduto in prestito al Coventry City, in League One, per l'intera durata della stagione. In seguito gioca in Championship, sempre con la formula del prestito, con Wigan, Blackpool e Stoke City.
Il 30 maggio 2023 viene ceduto a titolo definitivo ai Rangers.

### Nazionale
Ha rappresentato le nazionali giovanili inglesi.

## Statistiche

### Presenze e reti nei club
Statistiche aggiornate al 10 aprile 2025.
| Stagione        | Squadra         | Campionato      | Campionato | Campionato | Coppe nazionali | Coppe nazionali | Coppe nazionali | Coppe continentali | Coppe continentali | Coppe continentali | Altre coppe | Altre coppe | Altre coppe | Totale | Totale |
| Stagione        | Squadra         | Comp            | Pres       | Reti       | Comp            | Pres            | Reti            | Comp               | Pres               | Reti               | Comp        | Pres        | Reti        | Pres   | Reti   |
| --------------- | --------------- | --------------- | ---------- | ---------- | --------------- | --------------- | --------------- | ------------------ | ------------------ | ------------------ | ----------- | ----------- | ----------- | ------ | ------ |
| 2017-2018       | Chelsea         | PL              | 0          | 0          | FACup+CdL       | 1+1             | 0               | UCL                | 0                  | 0                  | CS          | 0           | 0           | 2      | 0      |
| 2018-2019       | Coventry City   | FL1             | 38         | 0          | FACup+CdL       | 0+1             | 0               |                    | -                  | -                  | FLT         | 1           | 0           | 40     | 0      |
| 2019-2020       | Wigan           | FLC             | 8          | 0          | FACup+CdL       | 1+1             | 0               |                    | -                  | -                  |             | -           | -           | 10     | 0      |
| 2021-2022       | Blackpool       | FLC             | 24         | 0          | FACup+CdL       | 1+0             | 0               |                    | -                  | -                  |             | -           | -           | 25     | 0      |
| set. 2022-2023  | Stoke City      | FLC             | 26         | 0          | FACup+CdL       | 2+0             | 0               |                    | -                  | -                  |             | -           | -           | 28     | 0      |
| 2023-2024       | Rangers         | SP              | 24         | 0          | SC+CdL          | 3+4             | 0               | UCL+UEL            | 2+3                | 0+1                | -           | -           | -           | 36     | 1      |
| 2024-2025       | Rangers         | SP              | 20         | 0          | SC+CdL          | 0+4             | 0               | UCL+UEL            | 2+8                | 0                  | -           | -           | -           | 34     | 0      |
| Totale Rangers  | Totale Rangers  | Totale Rangers  | 44         | 0          |                 | 11              | 0               |                    | 15                 | 1                  |             | -           | -           | 70     | 1      |
| Totale carriera | Totale carriera | Totale carriera | 140        | 0          |                 | 19              | 0               |                    | 15                 | 1                  |             | 1           | 0           | 175    | 1      |

## Palmarès

### Club

#### Competizioni giovanili
- UEFA Youth League: 2

Chelsea: 2014-2015, 2015-2016
- FA Youth Cup: 2

Chelsea: 2016-2017, 2017-2018

#### Competizioni nazionali
- Coppa d'Inghilterra: 1

Chelsea: 2017-2018
- Coppa di Lega scozzese: 1

Rangers: 2023-2024